# Castillo de Uxó
El Castillo de Uxó o de Uixó, conocido también como “El Castell”, se sitúa en un cerro a unos tres quilómetros al norte de la población de Vall de Uxó, en la comarca de Castellón de la Plana Baja. Como todo castillo y fortaleza está declarada, de manera genérica, Bien de Interés Cultural, con anotación ministerial R-I-51-0011336, desde el 30 de marzo de 2005.

## Historia
La población de Vall de Uxó tiene su origen en época romana, aunque su actual nombre se deba al valle donde se encontraban los pueblos de Castro y su castillo. Estos pueblos desaparecieron mayoritariamente cuando 1609 se expulsaron a los moriscos. Con la ocupación del valle por las tropas de Jaime I en 1238, los musulmanes se hicieron fuertes en el castillo de Uxó, pero finalmente se  rindieron en el año 1350. Esta rendición llevó a Jaime I a la entrega de la carta de población, respetando la religión, usos y costumbres islámicas. Esta situación se mantuvo con una serie de cambios menores hasta  la expulsión morisca en 1609, que provocó que el valle quedara prácticamente despoblado. Esta situación llevó a establecer contratos de repoblación con gentes venidas del Maestrazgo de Montesa, según escritura fechada en 1612, que serían vasallos de los Cardona, duques de Segorbe. El castillo es de origen musulmán y se data entre los siglos XII-XIII.
El castillo recobró importancia en la guerra civil, ya que se ocupó y fue utilizado como centro de operaciones, formando parte de las fortificaciones de la línea XYZ.

## Descripción
El castillo se encuentra en lo alto de un monte aislado, situado detrás de un cerro, que en la actualidad está urbanizado, a unos 3 km al norte de la población. El acceso no es sencillo, pero es viable. Hay que tomar el camino del Anogueret y después el camino de la Fuente de la Cañeta, hasta llegar al Tossal de la Noguera.
El castillo está formado por un amplio recinto de unos 90 metros de largo y de 60 metros de ancho, dominado por un conjunto más reducido de construcciones. El espacio interior presenta cisternas y reservas. La parte de las reservas estaba más fortificada, por ello se cree que cerca debió edificarse una «Casa cubierta», de la que se sabe fue mandada construir por un documento real de 1287, para alojamiento. Las reconstrucciones que se llevaron a cabo a fines del siglo XIII, fueron ejecutadas por el maestro de obras Guillermo de Barcelona.
Alrededor de los restos del castillo pueden distinguirse vestigios de un tercer recinto de piedra, de enormes dimensiones, mide 250 m por 110 m, en el que se observan restos de casas, tanto dentro como fuera del recinto. 
Los lienzos de muralla todavía cierran la práctica totalidad del perímetro del castillo. La muralla de la cara norte conserva un paseo de ronda transitable, incluso conservando el pretil de en algunos tramos.
La fábrica es de tapial, elevado sobre una base de piedra, y por los restos de cerámica encontrados en los mamparos, se ha fechado el inicio de las obras entre los siglos X-XII.